# 美国国家太阳天文台

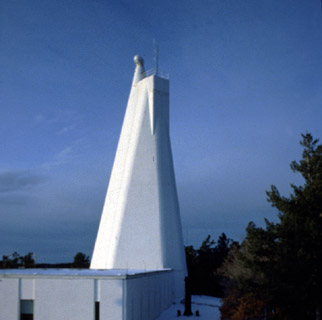
位于新墨西哥州萨克拉门托峰的鄧恩太陽望遠鏡

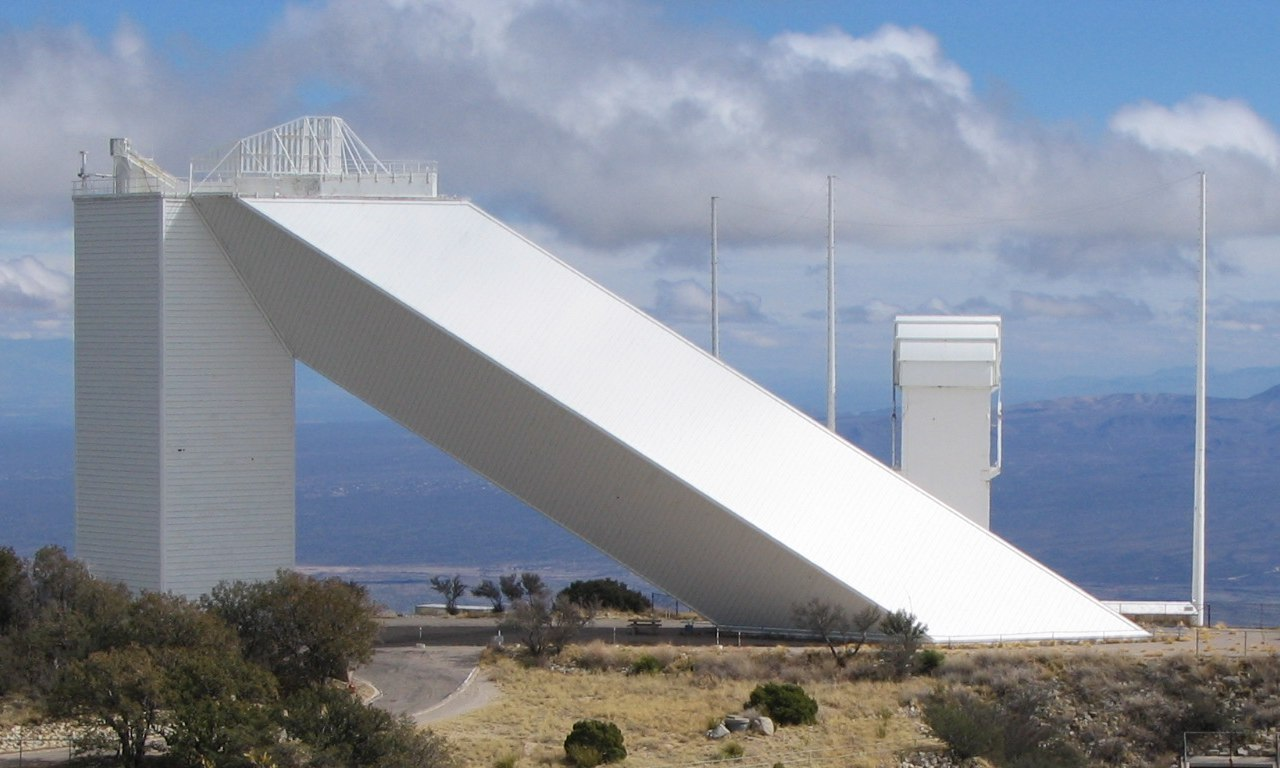
位于亚利桑那州基特峰的麦克梅斯-皮尔斯太阳望远镜

美国国家太阳天文台（英語：National Solar Observatory）是美国国家光学天文台下属的专门进行太阳观测的天文台，在美国新墨西哥州的萨克拉门托峰和亚利桑那州的基特峰设有太阳望远镜。其中，位于基特峰的麦克梅斯-皮尔斯太阳望远镜口径为2米，光路长780英尺（约240米），镜筒冷却水有1.9万加仑（约7.2万升），是世界上最大的太阳望远镜，于1962年11月2日落成，美国总统肯尼迪曾发来书面贺词。